# Vanadzor
Vanadzor (armenski:Վանաձոր, prijašnja imena:Karaklis, Karakilis, Karakhs, Kirovakan, Gharak’ilisa, Karakilisa, Mets Karakilisa, Korovakan i Kirowakan) je treći po veličini grad u Armeniji i glavni grad provincije Lori. 

## Povijest
Povijest Vanadzora potječe iz brončanog doba. Pronađene su grobnice i predmeti iz tog doba koji se čuvaju u lokalnom muzeju. Ime grada prvi puta se spominje u 13. st. 1826. za vrijeme Rusko-perzijskog rata grad je potpuno uništen. Poslije je ponovno obnovljen. 1899. je izgrađena željeznica prema Tbilisiju. U svibnju 1918. se u blizini grada odigrala bitka u kojoj je armenski general Tovmas Nazarbekian napao tursku vojsku. Sukobi su završeni bitkom kod Sardarapata. Kasnije je u blizini grada postavljen spomenik u čast bitci. Grad se za vrijeme Ruskog Carstva zvao Karakilis, a za vrijeme Sovjetskog saveza Kirovakan (prema komunističkom vođi Sergeju Kirovu).

## Zemljopis
Vanadzor, glavni grad provincije Lori je udaljen 120 km od Erevana i 64 km od Gyumrija. Nalazi se na visini od 1424 metra, izgrađen je pored brežuljka visokog 2500 m, te pored teče rječica Pambak. Grad je s juga i istoka okružen šumom, dok je sa zapada i sjevera suho uz poneki grm i biljku. Vanadzor je poput Gyumrija i Spitaka (udaljen 25 km) uništen u potresu 1988. u kojem je poginulo 564 ljudi. Velike zgrade, avenije i glavni park nisu uništeni kao u ostalim gradovima. 

## Gradovi prijatelji
| Grad     | Država    |
| -------- | --------- |
| Pasadena | SAD       |
| Bagneux  | Francuska |
| Batumi   | Gruzija   |
| Podolsk  | Rusija    |

## Galerija
- Vanadzor
- Centar grada
- Centar grada
- Centar grada
- Tvornica
- Crna crkva
- Crna crkva
- Nova crkva
- Ruska crkva

## Vanjske poveznice
- Više informacija o Vanadzoru